# Мечеть Мухаммеда Сертиб-хана
Мечеть Мухаммеда Сертиб-хана (арм. Մահմադ Սարդիպ խանի մզկիթ) — шиитская мечеть в районе Демирбулаг Еревана.

## История
Была построена в XIX веке Мухаммедом Сертиб-ханом, который представлял мусульман на русских провинциальных собраниях. У мечети имелся один небольшой минарет. Вместе с близлежащим медресе оно составляло один комплекс.
Мечеть была снесена в 1958 году в ожидании строительных работ на этом месте.  Сегодня здание медресе имеет адрес перевала Вардананц, 19.